# Пармантье, Жозеф Шарль Теодор
Жозеф Шарль Теодор Пармантье (фр. Joseph Charles Théodore Parmentier; 14 марта 1821, Барр — 28 апреля 1910, Париж) — французский военный, лексикограф, историк, музыкальный критик.

## Биография
Сделал карьеру военного инженера. В этом качестве перевёл с немецкого «Основы фортификационного искусства» Г. Швинка (1846), перевёл и напечатал в дополненном и откомментированном виде «Топографическое и стратегическое описание театра военных действий русско-турецкой войны» (1854). Вслед за этим был назначен адъютантом генерала Ньеля и сопровождал его в ходе осады Севастополя.
В 1857 году женился на итальянской скрипачке Терезе Миланолло, оставившей после этого концертную деятельность, но продолжавшей музицировать в узком домашнем кругу.
Вышел в отставку в 1878 году в звании дивизионного генерала.
Имя Пармантье носит улица в его родном городе (фр. rue du Général Parmentier).

## Труды
Опубликовал арабско-французский (1882), турецко-французский (1884) и скандинаво-французский (1887) словари географических терминов, а также доклад «К вопросу о происхождении древнего населения Мексики» (1875), брошюру «Некоторые наблюдения над правописанием географических названий» (1878) и другие. Член-учредитель Общества поощрения эллинистическим исследованиям во Франции (1879).
Как органист учился в Страсбурге у Георга Фридриха Теофила Штерна. Опубликовал ряд фортепианных и органных пьес. Печатался в парижской периодике как музыкальный критик.